# Kataschisia
Kataschisia là một chi bướm đêm thuộc họ Geometridae.